# Kare (plaats)
Kare is een bestuurslaag in het regentschap Madiun van de provincie Oost-Java, Indonesië. Kare telt 6046 inwoners (volkstelling 2010).